# ネルソン郡 (ケンタッキー州)
ネルソン郡（英: Nelson County）は、アメリカ合衆国ケンタッキー州の中央部に位置する郡である。2010年国勢調査での人口は43,437人であり、2000年の37,477人から15.9%増加した。郡庁所在地はバーズタウン市（人口11,700人）であり、同郡で人口最大の都市でもある。
ネルソン郡は1郡のみでバーズタウン小都市圏を構成している。より広域的には、インディアナ州にも跨るルイビル・ジェファーソン郡・エリザベスタウン・バーズタウン広域都市圏に属している。

## 歴史
ネルソン郡はアメリカ独立戦争が終わった直後の1784年に、バージニア州ジェファーソン郡の中からケンタッキー州では4番目の郡として設立された。郡名はバージニア州知事を務め、アメリカ独立宣言に署名したトマス・ネルソン・ジュニア（1738年-1789年）に因んで名付けられた。1808年、バージニア州の中で、別のネルソン郡が設立された。やはりトマス・ネルソン・ジュニアに因む命名だった。

## 地理
アメリカ合衆国国勢調査局に拠れば、郡域全面積は424.08平方マイル (1,098.35 km2)であり、このうち陸地417.51平方マイル (1,081.35 km2)、水域は6.56平方マイル (17.00 km2)で水域率は0.34%である。

### 隣接する郡
- スペンサー郡 - 北
- アンダーソン郡 - 北東
- ワシントン郡 - 東
- マリオン郡 - 南東
- ラルー郡 - 南
- ハーディン郡 - 西
- ブリット郡 - 北西

## 人口動態
以下は2010年国勢調査による人口統計データである。
| 基礎データ - 人口: 43,437人 - 世帯数: 18,075 世帯 - 人口密度: 40人/km2（102人/mi2） - 住居数: 18,075軒 - 住居密度: 16軒/km2（43軒/mi2） 人種別人口構成 - 白人: 93.48%（非ヒスパニック白人は90.93%） - アフリカン・アメリカン: 5.03% - ネイティブ・アメリカン: 0.12% - アジア人: 0.50% - 太平洋諸島系: 0.02% - その他の人種: 0.78% - 混血: 1.62% - ヒスパニック・ラテン系: 2.04% 年齢別人口構成 - 18歳未満: 26.0% - 18-24歳: 8.0% - 25-44歳: 26.5% - 45-64歳: 27.8% - 65歳以上: 11.7% - 年齢の中央値: 38歳 - 性比（女性100人あたり男性の人口） - 総人口: 96.8 - 18歳以上: 93.6 | 世帯と家族（対世帯数） - 18歳未満の子供がいる: 36.6% - 結婚・同居している夫婦: 52.1% - 未婚・離婚・死別女性が世帯主: 13.2% - 非家族世帯: 29.4% - 単身世帯: 24.4% - 65歳以上の老人1人暮らし: 8.1% - 平均構成人数 - 世帯: 2.55人 - 家族: 3.01人 収入と家計（2000年統計） - 収入の中央値 - 世帯: 39,010米ドル - 家族: 44,600米ドル - 性別 - 男性: 32,015米ドル - 女性: 21,838米ドル - 人口1人あたり収入: 18,120米ドル - 貧困線以下 - 対人口: 12.2% - 対家族数: 10.0% - 18歳未満: 15.7% - 65歳以上: 17.4% |

## 都市と町
| - バーズタウン - 郡庁所在地 - ブルームフィールド - ボストン - チャップリン - コックスクリーク - ディーツビル - フェアフィールド - ハイグローブ | - ハワーズタウン - レノア - ナザレス - ニューヘイブン - ニューホープ - サミュエルズ - トラピスト - ウッドローン |

## 教育
郡内の教育は下記2つの教育学区が管轄している。
- ネルソン郡教区学区[4]は、郡内の大半から、バーズタウン市の大半と市域に近い開発済領域を除いた地域の、幼稚園生から12年生までの教育を管轄している。幼稚園生から8年生までの学校2校、小学校2校、中学校2校、オールターナティブスクール1校、職業訓練校1校、高校2校が含まれている。
- バーズタウン市教育学区[5]は、バーズタウン市の大半と直接市域に接する開発済領域の児童生徒を対象にしている。ただし、市域の中にはネルソン郡教区学区が管轄する領域があり、またネルソン郡教区学区の学校の中にはバーズタウン市域に入っているものもある。入学前学校1校、予備学校（幼稚園生から2年生）1校、小学校1校、中学校1校、高校1校が含まれている。入学前学校と予備学校は市の北にある区画に隣接した別々の建物となっており、その他の学校は中心街に互いに隣接して建っている。

郡内には私立学校もある。ローマ・カトリック教会ルイビル大教区が、幼稚園生から8年生までを教える学校3校、1年生から8年生を教える学校1校、および高校1校を運営している。プロテスタント系の学校も幾つかある。